# محوطه سمیرات
محوطه سمیرات مربوط به دوران پیش از تاریخ ایران باستان است و در شهرستان شوشتر، بخش مرکزی، روستای سمیرات واقع شده و این اثر در تاریخ ۲۵ اسفند ۱۳۸۰ با شمارهٔ ثبت ۵۰۷۰ به‌عنوان یکی از آثار ملی ایران به ثبت رسیده است.